# Castles in the Sand (Stevie Wonder)
"Castles in the Sand" is een liedje van Stevie Wonder. Het werd geschreven door Hal Davis, Marc Gordon, Mary Margaret O'Brien en Frank Wilson. De muziek werd met The Funk Brothers in 1964 in Los Angeles opgenomen. Tamla Records gaf het op 15 januari 1964 als single uit, met op de B-kant "Thank You (For Loving Me All the Way)". Wonder bereikte er in april dat jaar de 52ste plaats in de Amerikaanse hitlijst mee. "Castles in the Sand" is de laatste single uit de periode waarin Wonder nog 'Little Stevie Wonder' werd genoemd.
In het begin en op de achtergrond van de gevoelige ballad "Castles in the Sand" zijn typische strandgeluiden te horen, zoals golven en meeuwen. Het liedje (plus een instrumentale versie) verscheen in juni 1964 ook op het album Stevie at the Beach. Dit album heeft het strand als thema, net als de films Muscle Beach Party en Bikini Beach, waar Wonder dat jaar in te zien was.